# Argentyna na Letnich Igrzyskach Olimpijskich Młodzieży 2010
Argentynę na Letnich Igrzyskach Olimpijskich Młodzieży w Singapurze w 2010 reprezentowało 59 sportowców w 18 dyscyplinach.

## Skład kadry

### Boks
- Fabián Maidana - waga lekka, do 64 kg - 3. miejsce  brązowy medal

### Gimnastyka

#### Gimnastyka artystyczna
- Agustina Estarli - 36. miejsce

#### Gimnastyka na trampolinie
- Lucas Adorno - 9. miejsce w kwalifikacjach

### Hokej na trawie
Drużyna dziewcząt - 2. miejsce  srebrny medal
- Antonella Brondello
- Victoria Cabut
- Rocío Emme
- Rocío Broccoli
- Julia Castiglioni
- Carla de Iure
- Agustina Albertario
- Antonieta Bianchi
- Eugenia Garrafo
- Jimena Cedrés
- Sol Fernández
- María Baldoni
- Florencia Habif
- Camila Bustos (C)
- Agustina Álvarez
- Agustina Mama

### Jeździectwo
- María Victoria Paz

### Judo
- Bruno Abel Villalba - kategoria do 100 kg - 9. miejsce

### Kajakarstwo
- Valentina Barrera
  - slalom - odpadła w 2. rundzie
  - sprint - odpadła w 2. rundzie

### Kolarstwo
Cross Country 
- Kevin Ingratta - 18. miejsce
- Verena Brunner - nie ukończyła

Time Trial
- Facundo Lezica - 13. miejsce
- Verena Brunner - 14. miejsce

BMX
- Lucas Bustos - 4. miejsce w finale
- Verena Brunner - 5. miejsce w ćwierćfinale

Road Race
- Facundo Lezica - 19. miejsce
- Kevin Ingratta - nie ukończył
- Lucas Bustos - nie ukończył

Zespołowo - 21. miejsce
- Verena Brunner
- Kevin Ingratta
- Facundo Lezica
- Lucas Bustos

### Koszykówka
Drużyna chłopców: - 7. miejsce
- Carlos Benítez Gavilán
- Martín Massone (C)
- Juan Rossi
- Tomás Zanzottera

### Lekkoatletyka
Chłopcy:
- Federico Bruno - bieg na 3000 m - 16. miejsce w finale
- Leandro Monje Cerino - skok w dal - 13. miejsce w kwalifikacjach
- Braian Toledo - rzut oszczepem - 1. miejsce  złoty medal

Dziewczęta:
- Belén Casetta - bieg na 400 m przez płotki - 13. miejsce w finale
- Betsabé Páez - skok wzwyż - 6. miejsce w finale

### Pływanie
Chłopcy
- Roberto Strelkov
  - 50 m. st. dowolnym - 13. miejsce w półfinale
  - 100 m. st. dowolnym - 20. miejsce w kwalifikacjach
  - 100 m. st. motylkowym - 16. miejsce w półfinale

Dziewczęta
- Mijal Asis
  - 100 m. st. klasycznym - 23. miejsce w kwalifikacjach
  - 200 m. st. klasycznym - 15. miejsce w kwalifikacjach

### Siatkówka
Drużyna chłopców: - 2. miejsce  srebrny medal
- Mauro Llanos
- Luciano Verasio
- Leonardo Plaza
- Federico Martina
- Gonzalo Lapera
- Ramiro Núñez
- Esteban Martínez
- Gonzalo Quiroga (C)
- Tomás Ruíz
- Ezequiel Palacios
- Nicolás Méndez
- Damián Villalba

### Szermierka
- Clara Isabel Di Tella - 10. miejsce

### Taekwondo
- Lucas Guzmán - kategoria do 48 kg - 3. miejsce  brązowy medal

### Tenis
- Renzo Olivo - odpadł w rundzie Last 16
- Agustina Eskenazi - odpadła w rundzie Last 16

### Tenis stołowy
- Pablo Saragovi - 29. miejsce

### Triathlon
- Lautaro Díaz - 10. miejsce

### Wioślarstwo
- Facundo Torres

### Żeglarstwo
Chłopcy
- Bautista Saubidet Birkner - 7. miejsce
- Juan Ignacio Biava - 21. miejsce

Dziewczęta
- Valentina Serigos - 6. miejsce